# Klawisz komponujący

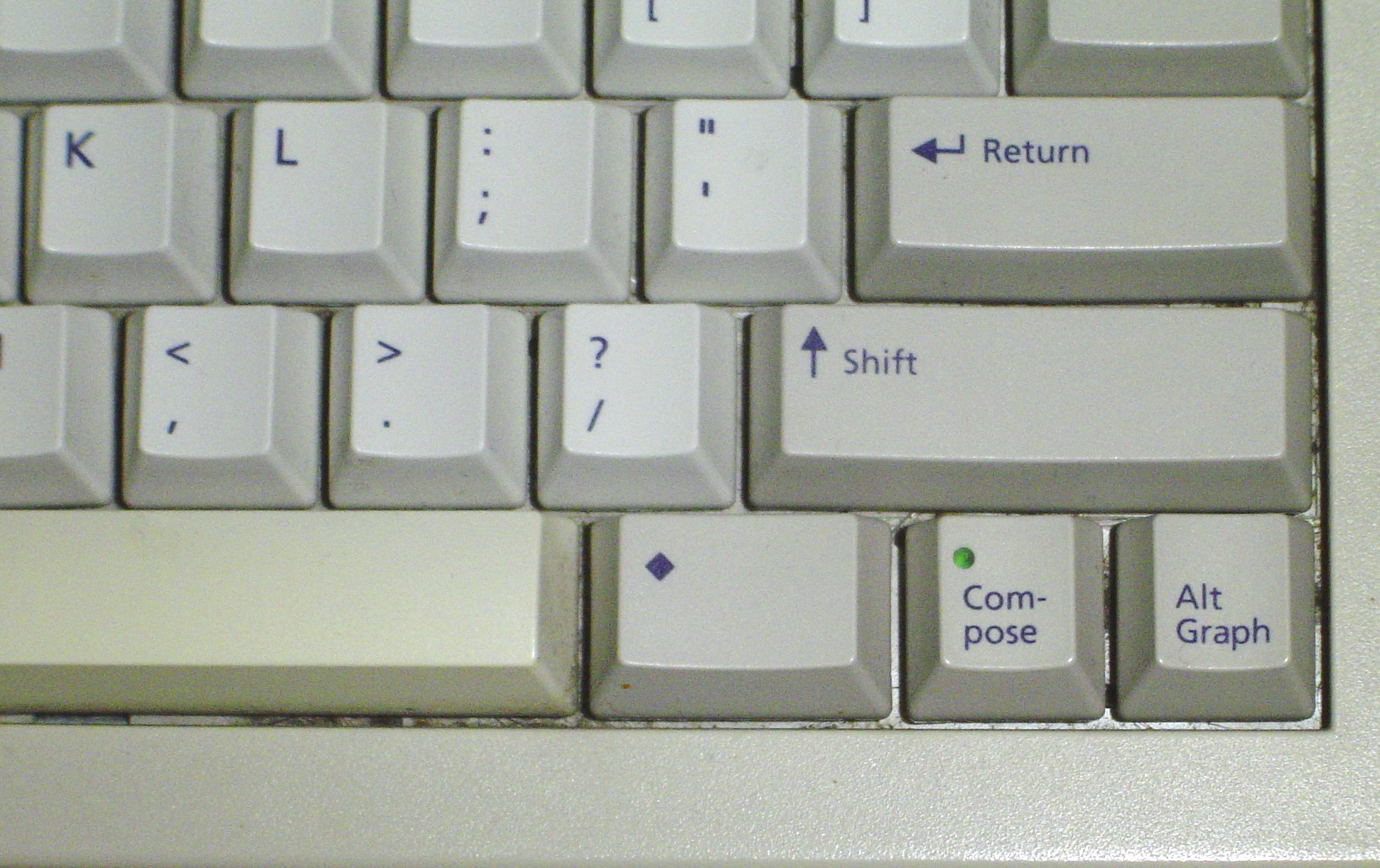
Klawisz komponujący na klawiaturze

Klawisz komponujący (ang. Compose Key) - specjalny klawisz dostępny na niektórych klawiaturach, służący do uznawania przez oprogramowanie dwóch naciśnięć klawiszy jako jeden znak, nieznajdujący się normalnie na klawiaturze.

## Używanie klawisza komponującego
Klawisze komponujące są dostępne domyślnie dla systemów Uniksowych, w tym np. w Ubuntu, SuSE i innych systemach operacyjnych z rodziny Linux. Jeśli na klawiaturze nie jest dostępny oddzielny klawisz komponujący, można jego funkcję przypisać rzadko używanym klawiszom, np. prawy Ctrl. W systemach z rodziny Windows funkcja ta nie jest dostępna. Można ją uzyskać za pomocą specjalnych aplikacji.

## Efekty korzystania z klawisza komponującego
Poniższa tabela przedstawia przykładowe efekty korzystania z programu AllChars emulującego klawisz komponujący dla systemu Windows. Podobne efekty są osiągalne w systemach Uniksowych. Po wciśnięciu klawisza komponującego, a następnie dwóch klawiszy z pierwszej kolumny, otrzymywany jest znak z kolumny drugiej.
| Klawisze wejściowe | Znak wyjściowy | Dźwięk IPA                                    |
| ------------------ | -------------- | --------------------------------------------- |
| A + ^              | Â              | -                                             |
| a + ^              | â              | -                                             |
| e + e              | €              | -                                             |
| y + y              | ¥              | -                                             |
| a + e              | æ              | /ø̞/ w niektórych dialektach                   |
| A + E              | Æ              | /ø̞/ w niektórych dialektach                   |
| t + h              | θ              | /θ/, /tʰ/                                     |
| o + c              | ©              | -                                             |
| o + r              | ®              | -                                             |
| c + c              | ¢              | -                                             |
| 2 + 3              | ⅔              | -                                             |
| s + s              | ß              | /sː/                                          |
| p + p              | §              | -                                             |
| e + "              | ë              | /ɘ/                                           |
| u + '              | ú              | /ɯ̽ʲ/, /ʊ̈/                                     |
| u + `              | ù              | /ø̞ˁ/ w niektórych dialektach, /ø̞̈/             |
| o + ~              | õ              | /ɔ̃/ jak polskie ą; jest to nosowa samogłoska. |